# Melbourne (Arkansas)
Melbourne – miasto w Stanach Zjednoczonych, w stanie Arkansas, stolica hrabstwa Izard.

## Demografia
W 2008 liczyło 1709 mieszkańców. W 2023 liczba mieszkańców wzrosła do 1883 osób, a gęstość zaludnienia do 116,2 osoby/km².